# Alan Withy
Alan J. Withy (* Frühjahr 1923 in Lewisham bei London) ist ein heute inaktiver britischer Filmarchitekt.

## Leben
Withy erhielt in den ersten drei Kriegsjahren (1939–42) eine Kunstausbildung am Goldsmith College und durchlief anschließend mehrere Praktika als Techniker und Zeichner. 1947 begann er seine Filmtätigkeit als Assistent und Zeichner bei dem legendären Ballettfilm „Die roten Schuhe“. Bis 1956 blieb er in diesem Feld tätig und war an Filmen wie Der Unwiderstehliche, Weiße Frau im Dschungel, Der Freibeuter, Aber, Herr Doktor…, Schach dem Teufel, Flammen über Fernost, Himmelfahrtskommando, Versuchsmaschine CB 5 und Kostbare Bürde beteiligt, arbeitete zuletzt aber auch nebenbei als freiberuflicher Designer. 
Sein Debüt als Filmarchitekt gab Withy 1954 als Juniorpartner des deutschen Kinoveterans Fritz Lück bei der in Brasilien entstandenen, deutschen Abenteuergeschichte „Conchita und der Ingenieur“. Wieder daheim in England, begann Withy dort 1956 mit seiner kontinuierlichen Arbeit als Filmarchitekt, war aber nur bis 1962 regelmäßig in diesem Beruf aktiv, anschließend nur noch sporadisch. Seine bedeutendsten Szenenentwürfe lieferte Withy für zwei zentrale Arbeiten des New-Wave-Regisseurs Lindsay Anderson („Lockender Lorbeer“, „O Lucky Man – der Erfolgreiche“). Bereits 1974 beendete Alan Withy seine Kinokarriere. In den folgenden Jahrzehnten entwarf Alan Withy primär Dekors für Werbespots.

## Filmografie
als Chefarchitekt beim Kinofilm
- 1954: Conchita und der Ingenieur
- 1956: Davy
- 1957: Kapitän Seekrank (Barnacle Bill)
- 1958: Gejagt (Nowhere to Go)
- 1958: Der Sündenbock (The Scapegoat)
- 1959: Zur Hölle mit Sydney (The Siege of Pinchgut)
- 1960: Zu heiß zum anfassen (Too Hot to Handle)
- 1960: Der grüne Sturzhelm (The Green Helmet)
- 1960: Der unheimliche Komplize (The Secret Partner)
- 1961: Diebe haben Vorfahrt (Go to Blazes)
- 1962: Patricia und der Löwe (The Lion)
- 1962: Lockender Lorbeer (This Sporting Life)
- 1963: Alibi des Todes (Girl in the Headlines)
- 1966: Honigmond ‘67 (The Family Way)
- 1968: Cry Wolf
- 1971: Danger Point
- 1972: O Lucky Man – der Erfolgreiche (O Lucky Man !)
- 1974: In Celebration